# Wojskowa Służba Zdrowia
Wojskowa Służba Zdrowia (WSZ) – służba zajmująca się całokształtem spraw medyczno-sanitarnych w Siłach Zbrojnych Rzeczypospolitej Polskiej.
Do zadań WSZ należy:
1. utrzymanie i wzmacnianie stanu zdrowotnego składu osobowego Sił Zbrojnych przez dobór do wojska zdolnych do służby wojskowej obywateli, stałą kontrolę ich stanu zdrowia, wczesne wykrywanie i leczenie zachorowań, nadzór nad wychowaniem fizycznym i szkoleniem;
2. zabezpieczenie sanitarno-higieniczne i przeciwepidemiczne wojsk poprzez nadzór nad higieną zakwaterowania, żywienia, pracy, zaopatrzenia w wodę, higienę osobistą itp., szczepienia ochronne, wykrywanie i izolację chorych zakaźnie, stosowanie reżymu przeciwepidemicznego, prowadzenie oświaty sanitarnej;
3. prowadzenie szkolenia sanitarnego w zakresie udzielania pierwszej pomocy i szkolenie medyczne personalu Sił Zbrojnych pod względem fachowym i wojskowo-medycznym oraz umiejętności działania w warunkach polowych w ramach systemu leczniczo-ewakuacyjnego;
4. przygotowanie Sił Zbrojnych pod względem materiałowym i mobilizacyjnym na wypadek wojny;
5. prowadzenie prac naukowo-badawczych mających na celu znalezienie najlepszych metod zabezpieczenia medycznego wojsk w czasie pokoju i wojny.

Wojskowa Służba Zdrowia jest ściśle powiązana z cywilną służbą zdrowia (właśc. System Ochrony Zdrowia), od której działania zależy dobry stan zdrowotny uzupełnień, stan sanitarno-higieniczny środowiska otaczającego wojsko, a w czasie wojny rozwój bazy materiałowej tyłów. Cywilna służba zdrowia w czasie wojny przejmuje do dalszego leczenia rannych i chorych ewakuowanych z zakładów WSZ, a także zajmuje się uzupełnianiem jej kadr. W czasie pokoju organizacja WSZ dostosowana jest przede wszystkim do stacjonarnego systemu pracy.
Święto Wojskowej Służby Zdrowia obchodzone jest 4 kwietnia.

Oznaka rozpoznawcza rodzaju służby
Oznaka specjalisty wojsk lądowych
Oznaka specjalisty wojsk lotniczych
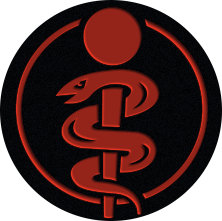
Oznaka specjalisty marynarki wojennej
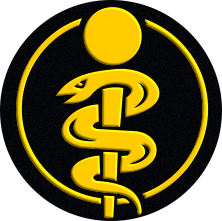
Oznaka specjalisty marynarki wojennej dla żołnierzy zawodowych w okresie PRL